# Susanne Würmli-Kollhopp

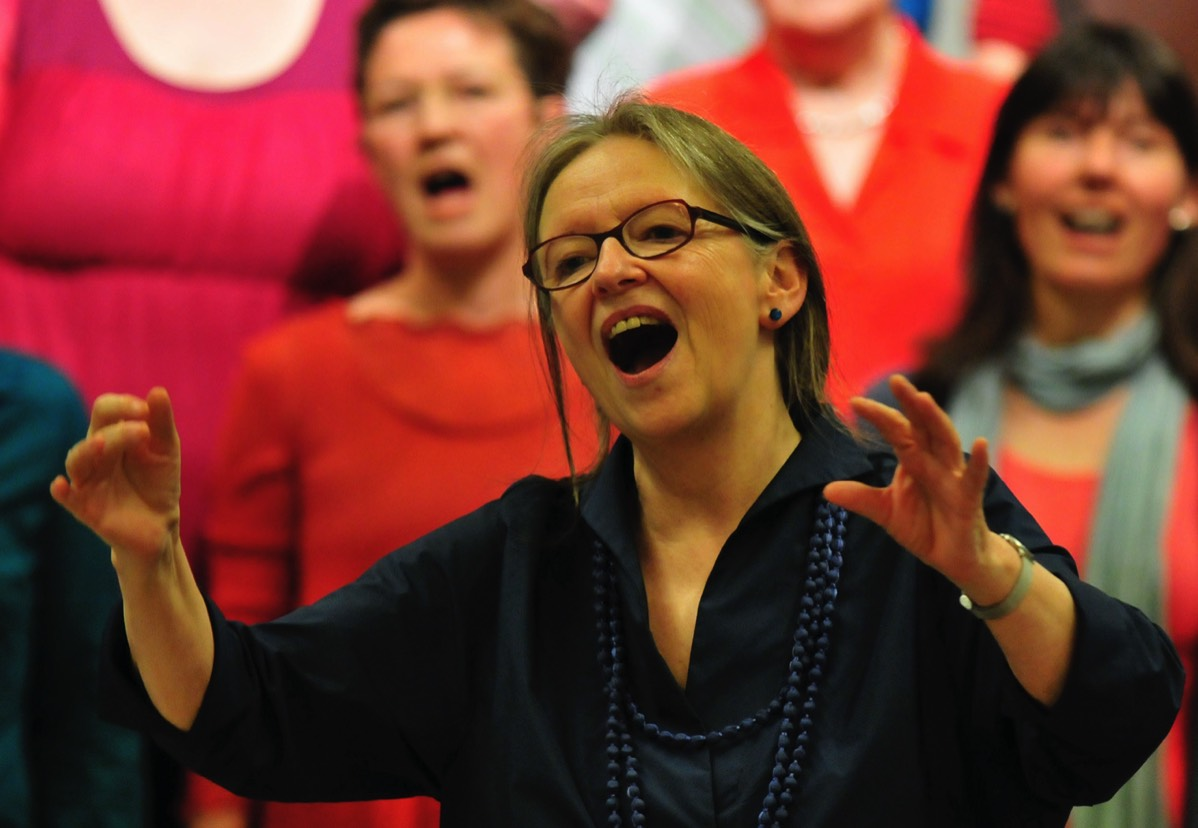
Susanne Würmli-Kollhopp

Susanne Würmli-Kollhopp (* 1945 in Schottikon) ist eine Schweizer Chorleiterin, Dirigentin, Komponistin und Arrangeurin.

## Leben
Susanne Würmli-Kollhopp wuchs in Schottikon (ZH) und Trogen AR auf. Sie absolvierte als Erstausbildung das Lehrerseminar in Rorschach und arbeitete als Primarlehrerin in Trogen (AR). Darauf folgte ein Studium der Heilpädagogik an der Universität Zürich und nach einem Umzug nach Basel die Tätigkeit als Heilpädagogik-Lehrerin. Mit ihrem Mann Chlaus Würmli und ihren zwei Söhnen zog sie nach Buckten (BL) und absolvierte das Studium «Musik und Bewegung» an der Musik-Akademie Basel, das sie durch kontinuierliche Weiterbildungen in den Bereichen Gesang und Dirigieren ergänzte. 1980 übernahm sie die Leitung des «Chors Buckten», den Susanne Würmli-Kollhopp bis heute dirigiert. Kurz darauf, im Jahr 1984, gründete sie den «Vepate-Frauenchor Basel», den sie bis 2017 leitete und der danach zum «Passiv-Chor» wurde. Parallel dazu baute sie zwischen 1981 und 1990 die Kinderchöre an der Musikschule Riehen auf. 1983 gründete sie den ersten Kinderchor an der Musik-Akademie Basel. Durch jährliche Neugründungen für jüngere, neu eintretende Kinder entstand ein kontinuierlicher Aufbau eines Chor-Netzwerkes von Kinder- und Jugendchören an der Musik-Akademie Basel. Ab 1998 gab es Chöre für Kinder und Jugendliche im Alter von 8 bis 25 Jahren. Alle Kinder- und Jugendchöre der Musik-Akademie Basel wurden bis im Jahr 2006 von Susanne Würmli-Kollhopp geleitet. «(…) Zuletzt waren dies parallel neun Chöre mit insgesamt über 300 Sängern.»
Mit dem Aufbau dieses riesigen Chornetzwerkes prägte Susanne Würmli-Kollhopp die Nordwestschweizer Chorszene nachhaltig. Ab 2006 übernahm Maria Laschinger schrittweise die neu beginnenden Kinderchöre an der Musik-Akademie Basel. Susanne Würmli-Kollhopp dirigierte weiterhin die sechs ältesten Chöre der Musik-Akademie, bis sie 2010 weitere drei Chöre an das von Maria Laschinger neu gegründete Chorteam mit Regina Hui, Beat Vögele und Christa Andres übergab und noch die drei ältesten Chöre «iVox», «Cantat» und «Vocale» weiterführte. Aus «iVox», «Cantat» und «Vocale» wurde der «ChorBasel», den Susanne Würmli-Kollhopp 2020 an Benjamin Rapp und Philippe Rayot übergab. Der «ChorBasel» trennte sich zur selben Zeit von der Musik-Akademie Basel und wurde zu einem eigenständigen Verein. Im Mai 2022 verabschiedete sich der «ChorBasel» aufgrund der Corona-Pandemie verspätet mit einem grossen Abschlusskonzert im Stadtcasino Basel von Susanne Würmli-Kollhopp.
Während der ganzen Chorleitungszeit verfasste Susanne Würmli-Kollhopp zudem verschiedene Singspiele für Jugendliche und Erwachsene und komponierte als Gebrauchsliteratur für ihre eigenen Chöre Lieder und Chorsätze für gleiche und gemischte Stimmen.

## Auszeichnungen
Susanne Würmli-Kollhopp wurde für ihr herausragendes Schaffen als Dirigentin, Komponistin und Arrangeurin mehrfach ausgezeichnet. Im Jahre 2003 erhielt sie für ihre Arbeit als Kulturvermittlerin den Spartenpreis Musik des Kulturpreises des Kantons Basel-Landschaft und 2010 den Kulturpreis der Stadt Basel für ihr Engagement und den Aufbau eines beispiellosen regionalen Chornetzwerkes.

## Werke
Während ihrer langjährigen und immer noch andauernden Tätigkeit als Dirigentin entstehen zahlreiche Eigenkompositionen und Arrangements. 2009 gründete Susanne Würmli-Kollhopp den Eigenverlag «Singlust». Folgende Chorsätze und Lieder sind in diesem Verlag erschienen:
- 2009 Hefte blau und rot: «28 Volkslieder aus der Schweiz» für gemischte Stimmen (2., rev. Auflage: 2019)
- 2010 Heft violett: «17 Volkslieder aus der Schweiz» für gleiche Stimmen (2., rev. Auflage: 2017)
- 2010 Heft grün: «24 Weihnachtslieder aus Europa» für gemischte Stimmen (3., rev. Auflage: 2018)
- 2011 Heft gold: «24 Weihnachtslieder aus Europa» für gleiche Stimmen (2., rev. Auflage: 2018)
- 2013 Buches «Abrakadabra»: 30 Lieder für Kinder Text & Musik: Susanne Würmli-Kollhopp, Illustrationen und Layout: Chasper Würmli
- 2013 30 (einfache) Klavierbegleitungen zum Buch «Abrakadabra»
- 2018 Heft orange: «Die Gedanken sind frei», 24 Sätze und neue Lieder für gemischte Stimmen

## Diskografie
- Vocale und Cantat (2010): Volkslieder I, Vocal-Jazz I, Madrigale 1. Jugendchöre der Musik-Akademie Basel. Leitung: Susanne Würmli-Kollhopp. Audio-Engineering Floton, Basel
- Cantat, iVox, Vocale (2011): Vocal-Jazz und Volkslieder 2. Chöre der Musik-Akademie Basel. Leitung: Susanne Würmli-Kollhopp. Audio-Engineering Floton, Basel.
- Vocale, iVox, Cantat (2015): Vocal-Jazz und Volkslieder 3. ChorBasel – Vocale I Cantat I iVox. Chöre der Musik-Akademie Basel. Leitung: Susanne Würmli-Kollhopp. Audio-Engineering Floton, Basel
- Vepate-Frauenchor (2016): Volkslieder aus der Schweiz. Lieder in Sätzen für gleiche Stimmen von Susanne Würmli Kollhopp. Singlust, Buckten (Nachweis in der Schweiz. Nationalphonothek)
- Vepate-Frauenchor (2019): Weihnachtslieder aus Europa. Singlust, Buckten.

## Radiosendungen
- SRF Fiirabigmusig vom 10. März 2016 unter anderem mit Liedern gesungen vom «Vepate-Frauenchor Basel» unter der Leitung von Susanne Würmli-Kollhopp. Moderation und Redaktion: Guido Rüegge (online)
- SRF Fiirabigmusig vom 19. Januar 2017 mit Liedern gesungen von den Chören «Cantat» und «Vocale»/«ChorBasel» und dem Vepate-Frauenchor Basel, alle unter der Leitung von Susanne Würmli-Kollhopp, sowie dem Quartett «Cantuccini», das aus Nora Roth, Cordula Lötscher, Res Würmli und Philippe Rayot, alles Sänger in Chören von Susanne Würmli-Kollhopp, besteht (online)
- SRF Fiirabigmusig vom 21. Februar 2019 mit diversen Liedern zum Thema Rhythmus unter anderem gesungen vom «ChorBasel» unter der Leitung von Susanne Würmli-Kollhopp und mit einem Ausblick auf das «ChorBasel»-Konzert «Ritmo – Rhythm – Rhythmus» im Februar 2019. Redaktion und Moderation: Guido Rüegge (online)
- SRF Fiirabigmusig vom 17. Februar 2022 mit Liedern der CD «Gfunde» des Basler A-cappella-Quartetts «Cantuccini», geformt aus Sängern des «ChorBasel», der von Susanne Würmli-Kollhopp gegründet wurde (online)
- SRF Musikwelle Brunch vom 8. Mai 2022 anlässlich des Abschlusskonzertes von Susanne Würmli-Kollhopp im Mai 2022, moderiert und redigiert von Renate Anderegg (online)
- SRF Fiirabigmusig vom 12. Mai 2022 anlässlich des Abschlusskonzertes von Susanne Würmli-Kollhopp im Mai 2022, moderiert und redigiert von Guido Rüegge (online)